# Harmony (film 2010)
Harmony (하모니?, HamoniLR) è un film del 2010 diretto da Kang Dae-kyu.

## Trama
Hong Jeong-hye è stata condannata a dieci anni di carcere dopo avere ucciso il marito che la maltrattava. Alla donna viene fatta una particolare proposta: se riuscirà a dare vita nella prigione a un coro, potrà passare del tempo con il figlio che nel frattempo le era nato e che era stata costretta a dare in adozione.